# Visserij in Breskens

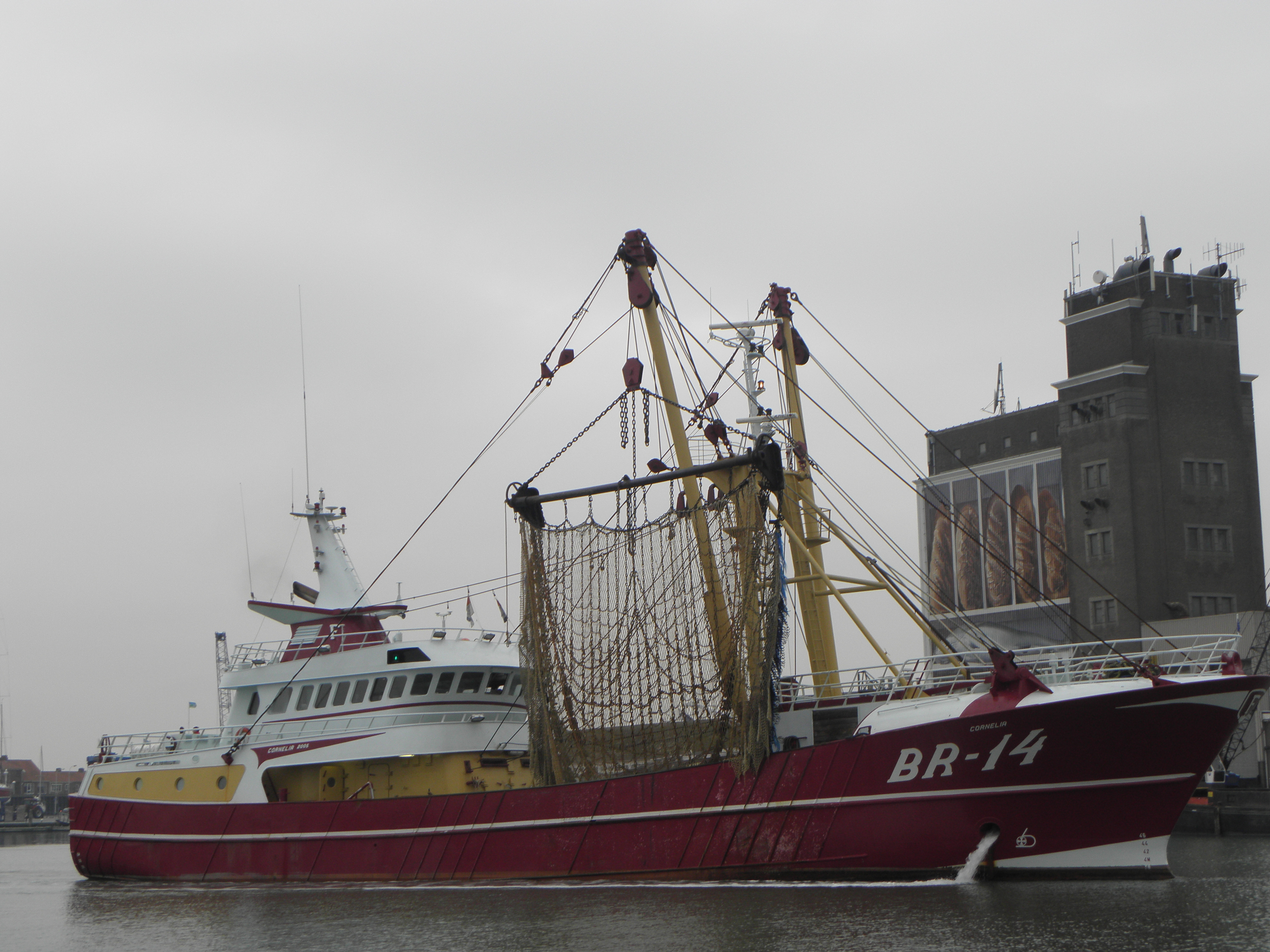
De Breskens 14 in de haven van Breskens

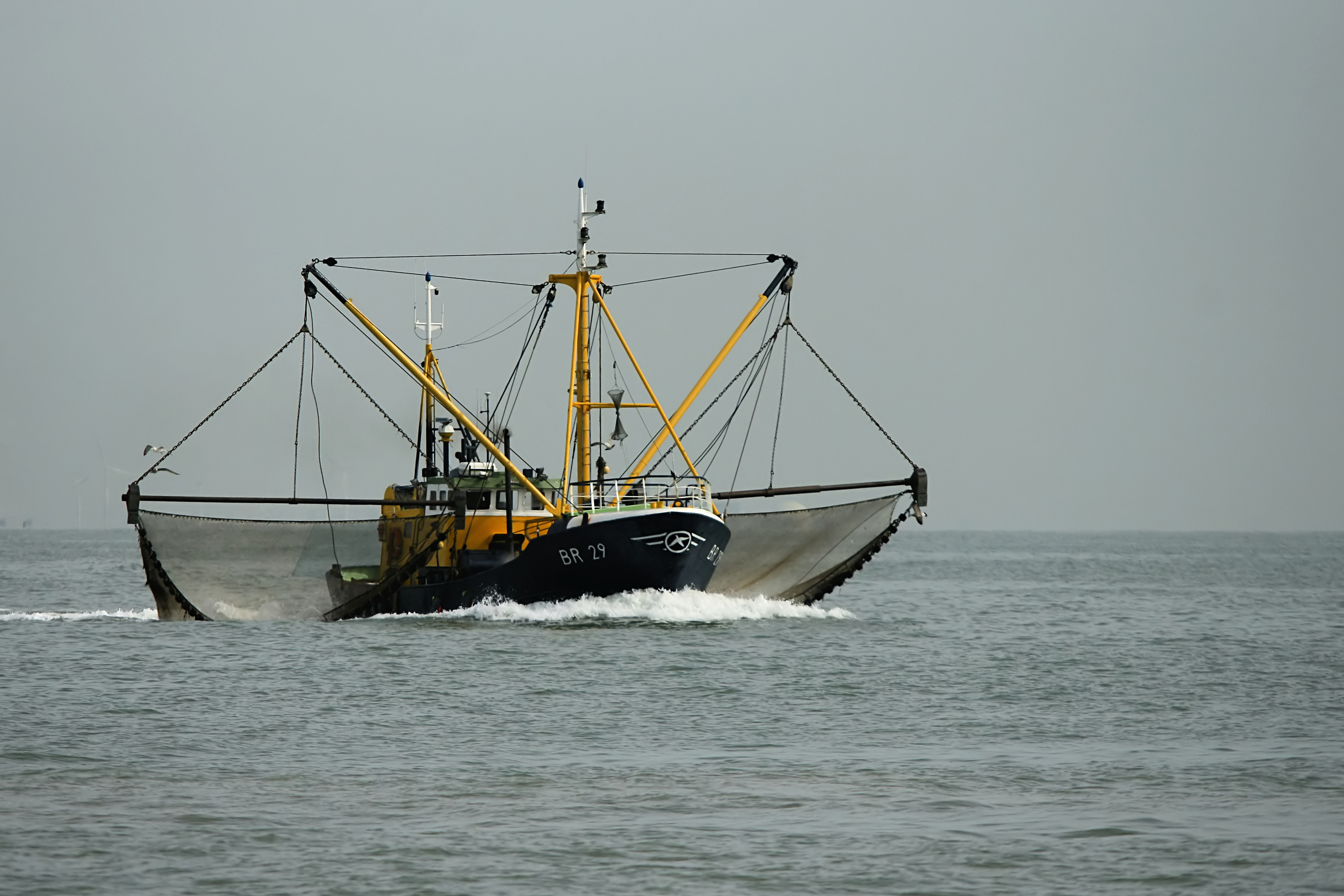
De Breskens 29 op zee

Een specifiek kenmerk van de Zeeuws-Vlaamse plaats Breskens is de visserij. Tegenwoordig is Breskens de belangrijkste vissersplaats in Zeeuws-Vlaanderen.

## Geschiedenis
Vanouds was de Zeeuws-Vlaamse visserij voornamelijk in Oost-Zeeuws-Vlaanderen geconcentreerd. Het betrof dan vaak schelp- en schaaldiervisserij (oesters, mosselen en garnalen). Van belang was onder meer Philippine, het nabij de grens gelegen Belgische dorp Boekhoute, Hoofdplaat, Graauw met de haven van Paal, Hontenisse met de haven van Walsoorden, Terneuzen en Hoofdplaat.
Pas in 1890 werd in Breskens de eerste vissersboot geregistreerd (de BR-1). In 1891 waren er 9 hoogaarzen in Breskens, waarmee voornamelijk de boomkorvisserij werd bedreven. Aanvankelijk werd er vooral op garnalen gevist, terwijl daarnaast ook platvis werd meegevangen.
Na de Eerste Wereldoorlog werden de vissersschepen geleidelijk voorzien van motoren die steeds krachtiger werden. Kort na de Tweede Wereldoorlog kregen de vissers nog een bijverdienste, doordat ze gerechtigd waren uit de door de Duitsers tot zinken gebrachte schepen de levensbehoeften te halen, waarvan ze de helft mochten behouden. Nu kwamen ook de vissers uit Urk en Texel naar Breskens. Gezamenlijk werd de haringvangst op de zuidelijke Noordzee bedreven. Hiertoe werden nieuwe, grotere en modernere schepen gebouwd, compleet met opsporingsapparatuur. Door dit alles raakte echter dit deel van de Noordzee vrijwel leeggevist: De opbrengsten namen af en de vissersschepen uit Urk en Texel verdwenen hierdoor weer uit Breskens.
In 1969 werd nog 19,5 kton zeevis aangevoerd, waarmee Breskens toen de negende plaats innam in Nederland. 
De Breskense vissers gingen weer over op de garnalen- en platvisvisserij met de boomkor, waartoe eind jaren 80 van de 20e eeuw grote en krachtige kotters werden gebouwd van wel 40 meter lengte. Er kwamen nu echter vangstbeperkingen en ook het toegestane motorvermogen werd teruggebracht.
Tegenwoordig is de haringstand in de zuidelijke Noordzee weer toegenomen en wordt er weer op haring gevist. De haring moet echter direct na aanvoer worden diepgevroren, en daartoe zijn als aanvoerhavens Oostende en Scheveningen, en niet Breskens, aangewezen.
In 2009 bestond de Breskense vloot nog uit twee grote kotters en tien kleinere schepen, wat betekent dat de vloot sterk is ingekrompen. De kotters bedrijven de zeevisserij en blijven vijf dagen weg (weekvisserij), de kleine schepen bedrijven de kustvisserij (garnalen en platvis) en komen elke avond weer terug (dagvisserij).

## Diversen
- In Breskens bevindt zich een Visserijmuseum.
- Sinds 1953 worden in Breskens de Visserijdagen gehouden.
- In Breskens bevindt zich een visveiling (de vismijn).
- In Breskens bevond zich tot omstreeks 1965 een vismeelfabriek (de puffabriek), de NV Vismeelfabrieken en garnalendrogerijen "Zeelandia".
- De vis uit Breskens wordt vaak afgezet in België en Frankrijk.
- De meeste vissersfamilies zijn protestants, soms bevindelijk.